# Віденські глаголичні листки

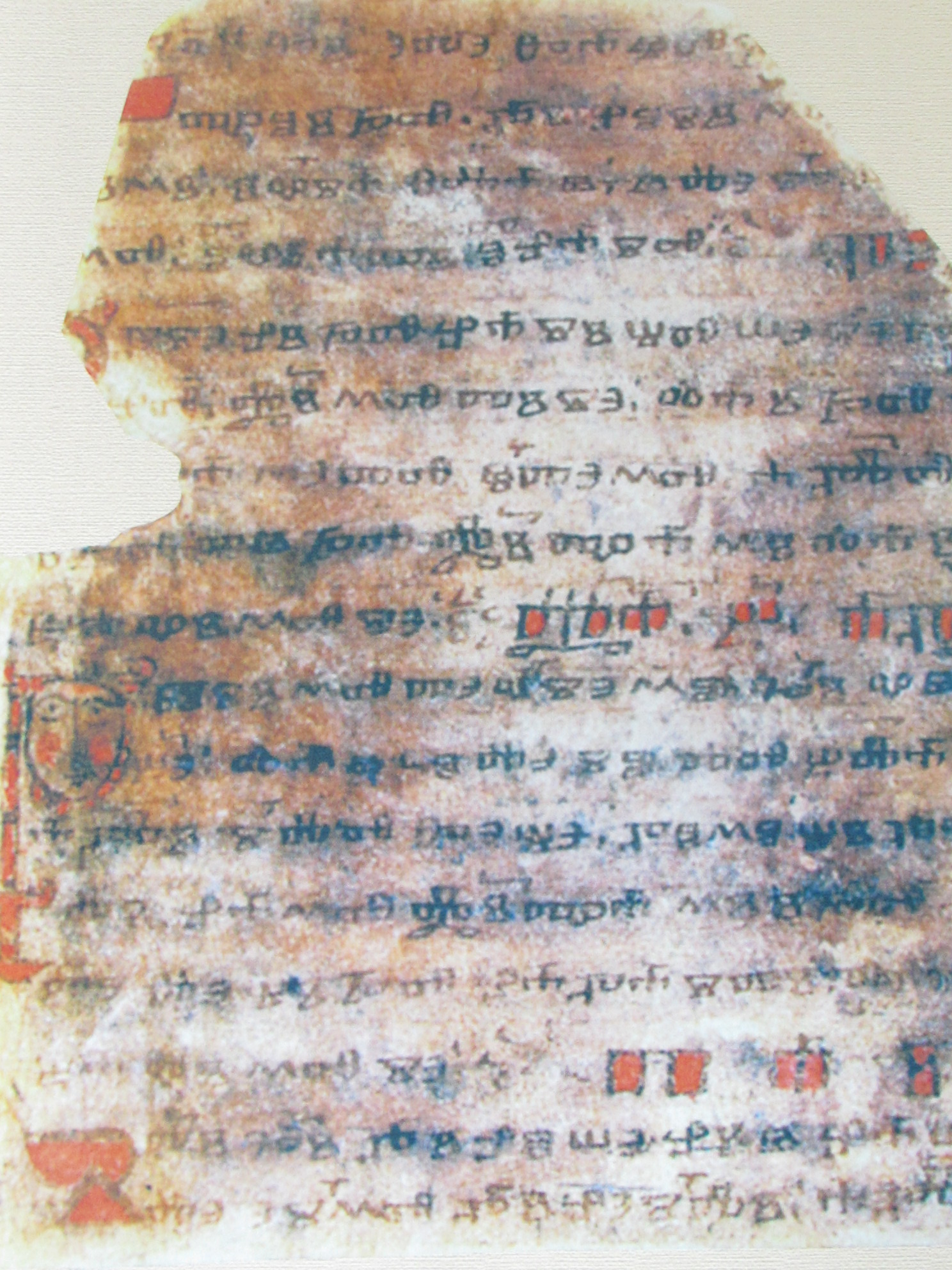
Віденські глаголичні листки

Віденські глаголичні листки — два пергаментних аркуші з ілюмінованого рукопису кінця XI або початку XII ст. з текстом церковнослов'янською мовою написаним глаголицею. Імовірно вони були створені в Далмації.
На аркушах міститься текст з 1-шого послання Коринтян 4:9-16 для літургійного читання (Апостольський фрагмент). Вони вважаються найдавнішим збереженим свідченням хорватської форми старослов’янської мови.
Ці листки були відкриті 1890 року Ватрославом Ягічем і передані Відню. Сьогодні вони зберігаються в Австрійській національній бібліотеці у Відні